# اليكس بترسون
اليكس بترسون (بالإنجليزية: Alex Peterson)‏ (17 أكتوبر 1994 بدونكاستر في المملكة المتحدة - ) هو لاعب كرة قدم بريطاني في مركز الهجوم. لعب مع نادي بارنت ونادي دونكاستر روفرز وScarborough Athletic F.C. ‏.

## وصلات خارجية
- اليكس بترسون على موقع قاعدة بيانات كرة القدم.إي يو (الإنجليزية)
- اليكس بترسون على موقع Soccerbase.com (لاعب) (الإنجليزية)